# 池内たけし
池内たけし（いけのうち たけし、1889年2月21日 - 1974年12月25日）は、愛媛県出身の俳人。高浜虚子の兄池内信嘉の長男として松山市に生まれる。能楽の新興に務めた家風にならい当初は能楽師を志したが断念、1913年頃より虚子門に入り、「ホトトギス」発行所に務めながら虚子の指導を受けた。1932年「欅」を創刊・主宰。代表句に「仰向きに椿の下を通りけり」。大正中～後期の「ホトトギス」沈滞期に活躍した作家で、虚子の客観写生を忠実に実践。虚子は「平淡にして滋味がある」とその句風を評した。句集に『たけし句集』『赤のまんま』『その後』『父から聴いた話』『叔父虚子』などの著書がある。